# Municipio de Ocqueoc
El municipio de Ocqueoc (en inglés: Ocqueoc Township) es un municipio ubicado en el condado de Presque Isle en el estado estadounidense de Míchigan. En el año 2010 tenía una población de 655 habitantes y una densidad poblacional de 4,82 personas por km².

## Geografía
El municipio de Ocqueoc se encuentra ubicado en las coordenadas 45°24′25″N 84°3′15″O / 45.40694, -84.05417. Según la Oficina del Censo de los Estados Unidos, el municipio tiene una superficie total de 135.85 km², de la cual 135,06 km² corresponden a tierra firme y (0,58 %) 0,79 km² es agua.

## Demografía
Según el censo de 2010, había 655 personas residiendo en el municipio de Ocqueoc. La densidad de población era de 4,82 hab./km². De los 655 habitantes, el municipio de Ocqueoc estaba compuesto por el 98,63 % blancos, el 0,31 % eran afroamericanos, el 0,31 % eran amerindios, el 0,15 % eran asiáticos y el 0,61 % eran de una mezcla de razas. Del total de la población el 0,61 % eran hispanos o latinos de cualquier raza.